# Brêche
Brêche – rzeka we Francji, przepływająca przez teren departamentu Oise, o długości 45,5 km. Stanowi dopływ rzeki Oise.